# Mayet-de-Montagne (tổng)
Tổng Mayet-de-Montagne là một tổng ở tỉnh Allier trong vùng Auvergne.

## Địa lý
Ce canton est organisé autour du Mayet-de-Montagne thuộc quận Vichy. Độ cao thay đổi từ 330 m (Arronnes) đến 1 280 m (Lavoine) với độ cao trung bình 600 m.

## Hành chính
| Giai đoạn | Ủy viên          | Đảng | Tư cách                                                                                      |
| --------- | ---------------- | ---- | -------------------------------------------------------------------------------------------- |
| 28        | François Szypula |      | maire d'Arronnes, président de la Communauté de communes de la Montagne Bourbonnaise (2002-) |

## Các đơn vị cấp dưới
Le canton du Mayet-de-Montagne gồm 11 xã với dân số là 4 586 người (điều tra năm 1999, dân số không tính trùng)
| Xã                      | Dân số | Mã bưu chính | Mã insee |
| ----------------------- | ------ | ------------ | -------- |
| Arronnes                | 332    | 03250        | 03008    |
| La Chabanne             | 192    | 03250        | 03050    |
| Châtel-Montagne         | 373    | 03250        | 03066    |
| Ferrières-sur-Sichon    | 561    | 03250        | 03113    |
| La Guillermie           | 159    | 03250        | 03125    |
| Laprugne                | 405    | 03250        | 03139    |
| Lavoine                 | 173    | 03250        | 03141    |
| Le Mayet-de-Montagne    | 1 598  | 03250        | 03165    |
| Nizerolles              | 303    | 03250        | 03201    |
| Saint-Clément           | 330    | 03250        | 03224    |
| Saint-Nicolas-des-Biefs | 160    | 03250        | 03248    |

## Biến động dân số
| 1962                                                     | 1968  | 1975  | 1982  | 1990  | 1999  |
| -------------------------------------------------------- | ----- | ----- | ----- | ----- | ----- |
| 6 290                                                    | 7 181 | 6 307 | 5 190 | 4 799 | 4 586 |
| Nombre retenu à partir de 1962 : dân số không tính trùng |       |       |       |       |       |